# Jean Astruc
Jean Astuc (n. 19 martie 1684 - d. 5 mai 1766) a fost medic francez, profesor de medicină, autor al primei lucrări despre sifilis și boli venerice în general. A realizat și un comentariu critic al Vechiului Testament.

## Biografie
Fiu al unui pastor protestant convertit la catolicism în urma Edictului de la Fontainebleu, Astruc studiază medicina la Montpellier, unde se afla o școală de prestigiu pentru Europa acelei epoci.

## Activitate
Dizertația sa tratează recentele cercetări ale lui Thomas Willis și Robert Boyle despre plămâni.
O lucrare care l-a făcut celebru a fost Conjectures sur les mémoires originauz dont il paroit que Moyse s'est servi pour composer le livre de la Génèse. Avec des remarques qui appuient ou qui éclaircissent ces conjectures ("Conjecturi asupra documentelor originale de care s-a sevit Moise pentru a scrie cartea Genezei").
Dar lucrarea care i-a asigurat un loc important în istoria medicinei a fost De morbis venereis. Aici descrie sifilisul (care tocmai apăruse în Europa) și alte boli venerice.